# دونالد جي. كوك
دونالد جي. كوك (بالإنجليزية: Donald G. Cook)‏ هو ضابط أمريكي، ولد في 1946.

## وصلات خارجية
- دونالد جي. كوك على موقع إن إن دي بي (الإنجليزية)